# Huarong (Yueyang)
Der Kreis Huarong (chinesisch 华容县, Pinyin Huáróng Xiàn) ist ein Kreis der bezirksfreien Stadt Yueyang in der chinesischen Provinz Hunan. Huarong hat eine Fläche von 1.607 km² und zählt 553.800 Einwohner (Volkszählung 2020). Sein Hauptort ist die Großgemeinde Chengguan (城关镇).

## Administrative Gliederung
Auf Gemeindeebene setzt sich der Kreis aus zwölf Großgemeinden und acht Gemeinden zusammen. 